# Shuangjie, Tianjin
Shuangjie (kinesiska: 双街, 双街镇) är en köping i Kina. Den ligger i storstadsområdet Tianjin, i den norra delen av landet, omkring 18 kilometer nordväst om stadens centrum. Antalet invånare är 54 564. Befolkningen består av 23 337 kvinnor och 31 227 män. Barn under 15 år utgör 8,0 %, vuxna 15-64 år 87 %, och äldre över 65 år 4,0 %.